# Dusun Baru (Siulak)
Dusun Baru is een bestuurslaag in het regentschap Kerinci van de provincie Jambi, Indonesië. Dusun Baru telt 1591 inwoners (volkstelling 2010).